# Celebesica abbotti
Celebesica abbotti là một loài chim trong họ Campephagidae. Đây là loài đặc hữu của đảo Sulawesi, Indonesia.